# Bahía de la Tour
Bahía de la Tour (en francés: Baie de la Tour) es una bahía del golfo de San Lorenzo que se encuentra en el lado norte de la isla de Anticosti, en la provincia de Quebec al este de Canadá. Está rodeado por dos acantilados de roca y la playa está compuesta de guijarros (fragmentos de roca sueltos). El agua, cuando recibe al sol puede ser de color turquesa. Al visitar esta bahía, se tiene la oportunidad de observar a las focas, ballenas y muchas aves marinas.